# Ex-Hacienda Debodhe
Ex-Hacienda Debodhe är en ort i Mexiko.   Den ligger i kommunen Ixmiquilpan och delstaten Hidalgo, i den sydöstra delen av landet, 120 km norr om huvudstaden Mexico City. Ex-Hacienda Debodhe ligger 1 771 meter över havet och antalet invånare är 294.
Terrängen runt Ex-Hacienda Debodhe är kuperad åt nordost, men åt sydväst är den platt. Runt Ex-Hacienda Debodhe är det ganska tätbefolkat, med 120 invånare per kvadratkilometer. Närmaste större samhälle är Ixmiquilpan, 10,9 km sydväst om Ex-Hacienda Debodhe. Omgivningarna runt Ex-Hacienda Debodhe är i huvudsak ett öppet busklandskap.